# 凱拉齊尼

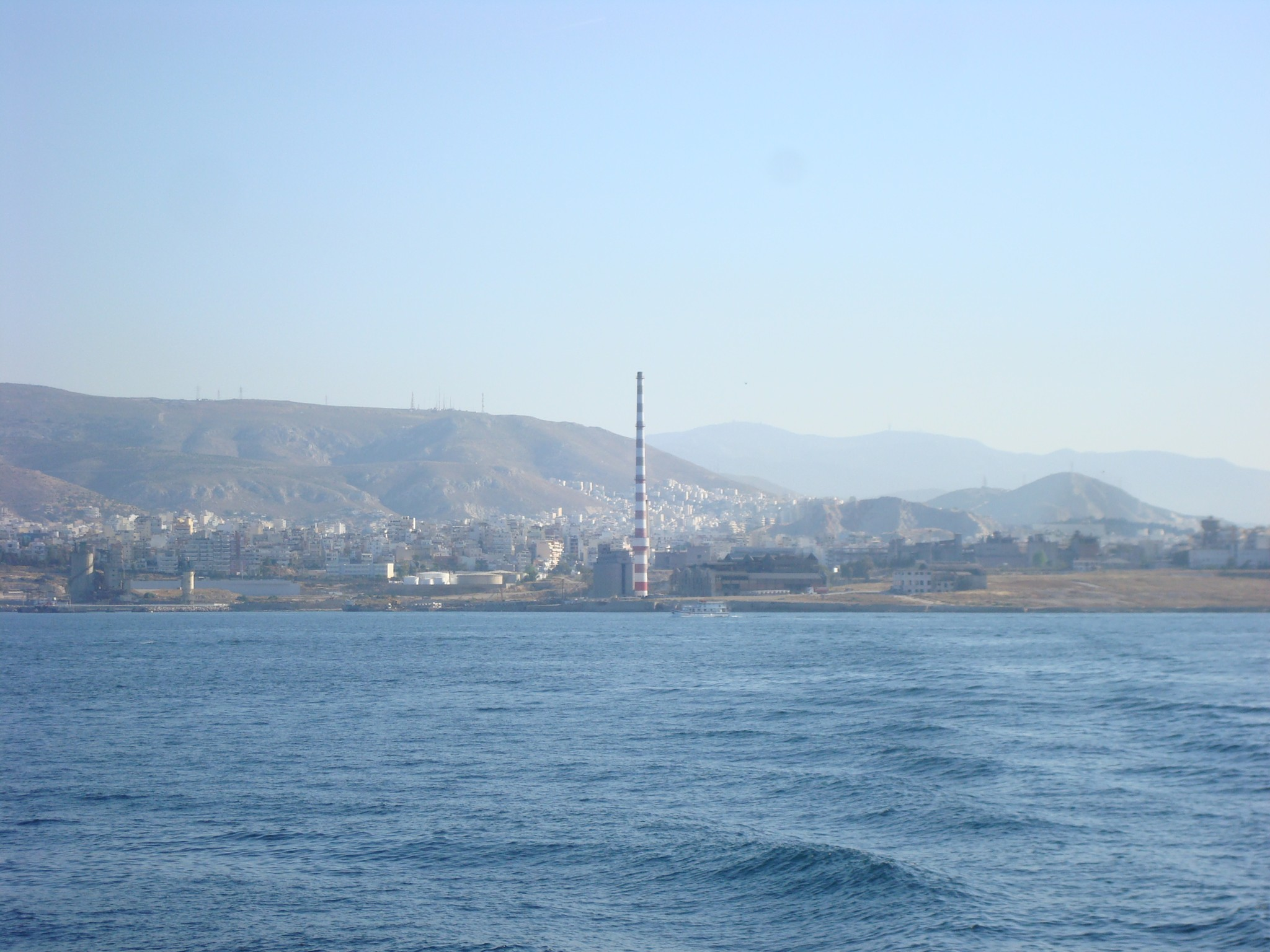
凱拉齊尼發電站

凱拉齊尼（希臘語：Κερατσίνι）是希臘阿提卡大區比雷埃夫斯專區凯拉齐尼-兹拉派措纳市镇的城镇。凱拉齊尼位於比雷埃夫斯西北3公里处，面積7.601平方公里，2021年人口数量为75,721人。

## 外部連結
- 凯拉齐尼-兹拉派措纳市镇官方网站 （希臘語）